# Boulama Manga
Mahamane Ouadaï Boulama Manga (* 12. April 1940 in N’Guigmi; † 20. April 2019 in Niamey) war ein nigrischer Offizier und Politiker.

## Leben
Boulama Manga ging in N’Guigmi auf die Grundschule und besuchte von 1953 bis 1958 das Collège classique et moderne in Niamey. Danach arbeitete er als Hilfslehrer an der Grundschule von Bouné. Manga wurde 1961 Mitglied der Gendarmerie, die zu den Nigrischen Streitkräften gehörte, und besuchte Gendarmerieschulen in Fréjus und Melun in Frankreich. Er kehrte 1964 nach Niger zurück, wurde Unterleutnant und Gruppenkommandant der Gendarmerie in Maradi. 1966 wurde er zum landesweiten Kommandanten der Gendarmerie befördert. Er hatte ab 1966 den Rang eines Leutnants und ab 1970 den Rang eines Hauptmanns inne.
Manga gehörte zur Gruppe von Offizieren, die am 15. April 1974 durch einen Militärputsch den Staatspräsidenten Hamani Diori absetzten und als Oberster Militärrat die Militärjunta Nigers bildeten. Er übernahm beim Putsch die Aufgabe, gemeinsam mit Seyni Kountché und François-Robert Wright die gesamte Operation zu koordinieren. Boulama Manga hatte bis 1979 aufeinanderfolgend vier verschiedene Ministerämter inne: Er war ab 22. April 1974 Minister für wirtschaftliche Angelegenheiten, Handel und Industrie, ab 3. Juni 1975 Gesundheits- und Sozialminister, ab 21. Februar 1976 Minister für ländliche Entwicklung und schließlich von 5. September 1978 bis 10. September 1979 Minister für Jugend, Sport und Kultur. Am 16. Juni 1980 wurde er zum Präfekt des Departements Tahoua ernannt. Manga weigerte sich, den Posten anzutreten, da er als Präfekt dem Innenminister Mamadou Tandja unterstanden hätte, der einen niedrigen militärischen Rang innehatte. Er wurde daraufhin für einige Zeit inhaftiert, 1983 ausgemustert und schließlich 1988 offiziell in den Ruhestand geschickt, da er seit 16. Juni 1980 jegliche Aktivität für die Nigrischen Streitkräfte unterlassen hätte.
Als Oberst i.  R. wurde Boulama Manga 1999 unter Staatschef Daouda Malam Wanké rehabilitiert. Staatspräsident Mahamadou Issoufou ernannte ihn 2011 zum Großkanzler der Nationalorden.
Boulama Manga starb 2019 im Alter von 79 Jahren und wurde auf dem Muslimischen Friedhof von Yantala bestattet. Er hinterließ eine Ehefrau, neun Kinder und zwanzig Enkelkinder.

## Ehrungen
- Großkreuz des Nationalordens Nigers
- Kommandeur des Nationalordens Benin
- Kommandeur des Nationalordens der Elfenbeinküste
- Offizier der Ehrenlegion[6]
- Offizier des Nationalordens Tunesiens
- Ritter des französischen Ordre national du Mérite
- Träger des Nationalordens Nigerias[1]